# Caius Papirius Carbo
Pour les articles homonymes, voir Papirius Carbo.
Caius Papirius Carbo est un homme politique de la République romaine, proche des Gracques, consul en 120 av. J.-C. Il se suicide ou part en exil en 119 av. J.-C.

## Famille
Il est membre des Papirii Carbones, branche plébéienne de la gens Papiria. Il est le fils d'un Caius Papirius, le frère de Cnaeus Papirius Carbo, consul en 113 av. J.-C., et le père de Caius Papirius Carbo Arvina.

## Biographie

### Tribunat plébéien (131/130)
Caius Papirius Carbo est élu tribun de la plèbe en 131 ou 130 av. J.-C., entre le retour de Scipion Émilien à Rome depuis l'Hispanie en 132 mais avant sa mort en 129 av. J.-C. François Hinard date son tribunat de 130.
Carbo se range aux côtés des Gracques. Il assure la promulgation d'une loi qui étend la procédure de vote à bulletins secrets aux comices pour les votes concernant le passage d'une loi ou son abrogation,. C'est une mesure démagogique car elle empêche l'aristocratie de contrôler le vote des citoyens. Il propose une autre loi permettant de se présenter plusieurs fois d'affilée au tribunat plébéien, mais l'opposition de Scipion Émilien fait échouer la tentative.
La même année, il est un des triumviri agris iudicandis assignandis, avec Caius Sempronius Gracchus et Marcus Fulvius Flaccus, chargés de l'application de la loi agraire de Tiberius Sempronius Gracchus (la lex Sempronia),. Carbo et Flaccus succèdent à Appius Claudius Pulcher et Publius Licinius Crassus, décédés l'année précédente,. La tension est très forte autour de la question agraire et les travaux de la commission se déroulent dans une atmosphère très tendue.
Son opposition ouverte à l'action politique de Scipion Émilien, qui tente de transférer les compétences du triumvirat agraire aux consuls, lui vaut d'être soupçonné, avec Caius Gracchus, de complot lors de la mort de Scipion Émilien, en 129 av. J.-C.

### Suite de la carrière
Il est préteur au plus tard en 123 av. J.-C. selon les dispositions de la lex Villia.
En 121 av. J.-C., il est membre d'une commission des triumviri agris dandis ou coloniis deducendis, le triumvirat chargé de récupérer et redistribuer les terres en Italie. Lucius Calpurnius Bestia et Caius Sulpicius Galba remplacent Caius Gracchus et Marcus Fulvius Flaccus, tués à Rome.

### Consulat (120)
Après la disparition des Gracques, il se rapproche du parti conservateur des Optimates. Il devient consul en 120 av. J.-C., avec Publius Manilius pour collègue. Carbo prend la défense de Lucius Opimius, attaqué en justice par le tribun de la plèbe Publius Decius qui l'accuse d'avoir puni des citoyens romains sans qu'ils n'aient été condamnés. Carbo obtient son acquittement,.

### Procès et suicide (119)
Après son consulat, Carbo, qui est toujours membre du triumvirat agraire chargé de l'application de la lex Sempronia, est attaqué en justice par le jeune Lucius Licinius Crassus pour maiestas ou repetundae,. Crassus bénéficie du soutien des sénateurs conservateurs qui ne pardonnent pas à Carbo son ancienne amitié avec les Gracques. Accusé de péculat et désespérant de se justifier, il se donne la mort en s'empoisonnant en 119 av. J.-C.,, Selon Valère Maxime, Carbo ne se suicide pas mais part en exil.
Dans son œuvre, Cicéron vante son éloquence.